# Список Героев Советского Союза (Гречаный — Губанов)
В настоящем списке представлены в алфавитном порядке все Герои Советского Союза, чьи фамилии начинаются с буквы «Г» (всего 756 человек, из них 15 удостоены звания дважды). Список содержит даты Указов Президиума Верховного Совета СССР о присвоении звания, информацию о роде войск, должности и воинском звании Героев на дату представления к присвоению звания Героя Советского Союза, годах их жизни.
Ударения в фамилиях Героев приведены по книге «Герои Советского Союза: Краткий биографический словарь / Пред. ред. коллегии И. Н. Шкадов. — М.: Воениздат, 1987. — Т. 1 /Абаев — Любичев/. — 911 с. — 100 000 экз. — ISBN отс., Рег. № в РКП 87-95382.».
- Персиковым цветом  в таблице выделены Герои, удостоенные звания дважды и более раз.
- Серым цветом  в таблице выделены Герои, представленные к званию посмертно.

| Навигационная таблица | Навигационная таблица                |
| --------------------- | ------------------------------------ |
| «Г»                   | Габайдулин Геннадий — Гаркуша Кузьма |
| «Г»                   | Гаркуша Николай — Гнидаш Кузьма      |
| «Г»                   | Гнидо Пётр — Горбач Михаил           |
| «Г»                   | Горбач Феодосий — Грецкий Пётр       |
| «Г»                   | Гречаный Парфентий — Губанов Николай |
| «Г»                   | Губарев Алексей — Гущин Фёдор        |

| № п/п | Фамилия Имя Отчество                                                                                                 | Дата Указа            | Род войск                           | Должность | Звание                     | Годы жизни              | БС ГС НЛ                        |
| ----- | --- | --------------------- | ----------------------------------- | --- | -------------------------- | ----------------------- | ------------------------------- |
| 511   | Греча́ный Парфентий Карпович укр. Гречаний Парфентій Карпович                                                         | 01.07.1958            | партизан                            | один из организаторов и руководителей подпольной комсомольской организации «Партизанская искра» в селе Крымка Первомайского района Николаевской области Украинской ССР                                                         | —                          | 21.11.1924 — 01.03.1943 | ——                              |
| 512   | Грече́нков Пётр Афанасьевич                                                                                           | 15.05.1946            | пехота                              | командир взвода 674-го стрелкового полка 150-й стрелковой дивизии 79-го стрелкового корпуса 3-й ударной армии 1-го Белорусского фронта                                                                                         | лейтенант                  | 25.06.1915 — 24.11.1994 | [ БС 2 ] [ ГС 2 ] [ НЛ 1 ]      |
| 513   | Гречи́хин Никита Артёмович укр. Гречихін Микита Артемович                                                             | 15.01.1944            | пехота                              | помощник командира взвода 1185-го стрелкового полка 356-й стрелковой дивизии 61-й армии Центрального фронта | старшина                   | 29.05.1903 — 29.11.1943 | [ БС 2 ] [ ГС 3 ] [ НЛ 2 ]      |
| 514   | Гречи́шкин Василий Константинович                                                                                     | 20.02.1942            | авиация                             | командир звена 748-го авиационного полка 3-й авиационной дивизии Авиации дальнего действия | старший лейтенант          | 28.06.1910 — 17.09.1989 | [ БС 2 ] [ ГС 4 ] [ НЛ 3 ]      |
| 515   | Гречи́шкин Василий Николаевич                                                                                         | 04.02.1944            | авиация                             | командир эскадрильи 34-го гвардейского бомбардировочного авиационного полка 276-й бомбардировочной авиационной дивизии 13-й воздушной армии Ленинградского фронта                                                              | гвардии майор              | 13.01.1911 — 30.09.1943 | [ БС 2 ] [ ГС 5 ] [ НЛ 4 ]      |
| 516   | Гречи́шников Василий Алексеевич                                                                                       | 13.08.1941            | авиация                             | командир эскадрильи 1-го минно-торпедного авиационного полка 8-й бомбардировочной авиационной бригады ВВС Балтийского флота | капитан                    | 05.12.1912 — 24.10.1941 | [ БС 2 ] [ ГС 6 ] [ НЛ 5 ]      |
| 517   | Гре́чко Андрей Антонович укр. Гречко Андрій Антонович                                                                 | 01.02.1958 16.10.1973 | маршал                              | 1-й заместитель министра обороны СССР, главнокомандующий Сухопутными войсками Советской Армии министр обороны СССР | Маршал Советского Союза    | 17.10.1903 — 26.04.1976 | ——                              |
| 518   | Гре́чко Георгий Михайлович                                                                                            | 12.02.1975 16.03.1978 | космонавт                           | бортинженер космического корабля «Союз-17» и орбитальной станции «Салют-4» бортинженер космического корабля «Союз-26» и орбитального научно-исследовательского комплекса «Салют-6»―«Союз»                                      | —                          | 25.05.1931 — 08.04.2017 | ——                              |
| 519   | Гречу́шкин Дмитрий Фёдорович                                                                                          | 15.01.1944            | кавалерия                           | командир взвода противотанковых ружей 60-го гвардейского кавалерийского полка 16-й гвардейской кавалерийской дивизии 7-го гвардейского кавалерийского корпуса 61-й армии Центрального фронта                                   | гвардии лейтенант          | 10.04.1921 — 30.09.1943 | [ БС 4 ] [ ГС 9 ] [ НЛ 6 ]      |
| 520   | Греши́лов Михаил Васильевич                                                                                           | 16.05.1944            | морской флот                        | командир гвардейской подводной лодки «Щ-215» 2-й бригады подводных лодок Черноморского флота | гвардии капитан 3-го ранга | 15.11.1912 — 08.03.2004 | [ БС 4 ] [ ГС 10 ] [ НЛ 7 ]     |
| 521   | Гриб Алексей Фёдорович укр. Гриб Олексій Федорович                                                                   | 26.10.1943            | артиллерия                          | наводчик орудия батареи 45-мм пушек 229-го гвардейского стрелкового полка 72-й гвардейской стрелковой дивизии 7-й гвардейской армии Степного фронта                                                                            | гвардии сержант            | 30.03.1921 — 18.12.1943 | [ БС 4 ] [ ГС 11 ] [ НЛ 8 ]     |
| 522   | Гриб Андрей Андреевич укр. Гриб Андрій Андрійович                                                                    | 21.09.1943            | артиллерия                          | командир батареи 124-го гвардейского артиллерийского полка 52-й гвардейской стрелковой дивизии 6-й гвардейской армии Воронежского фронта                                                                                       | гвардии капитан            | 15.08.1921 — 19.07.2000 | [ БС 4 ] [ ГС 12 ] [ НЛ 9 ]     |
| 523   | Гриб Иван Евдокимович                                                                                                | 26.10.1943            | пехота                              | командир взвода пулемётной роты гвардейского отдельного учебного батальона 73-й гвардейской стрелковой дивизии 7-й гвардейской армии Степного фронта                                                                           | гвардии младший лейтенант  | 04.03.1911 — 23.01.1987 | [ БС 4 ] [ ГС 13 ] [ НЛ 10 ]    |
| 524   | Гриб Кузьма Петрович бел. Грыб Кузьма Пятровіч                                                                       | 22.02.1944            | пехота                              | командир взвода 182-го гвардейского стрелкового полка 62-й гвардейской стрелковой дивизии 37-й армии Степного фронта | гвардии младший лейтенант  | 1911 — 28.09.1943       | [ БС 4 ] [ ГС 14 ] [ НЛ 11 ]    |
| 525   | Гриб Михаил Иванович укр. Гриб Михайло Іванович                                                                      | 23.10.1942            | авиация                             | командир звена 6-го гвардейского авиационного полка 62-й авиационной бригады ВВС Черноморского флота | гвардии старший лейтенант  | 02.10.1919 — 11.08.2003 | [ БС 5 ] [ ГС 15 ] [ НЛ 12 ]    |
| 526   | Гриба́нов Николай Васильевич                                                                                          | 24.03.1945            | пехота                              | командир отделения 423-го стрелкового полка 166-й стрелковой дивизии 6-й гвардейской армии 1-го Прибалтийского фронта | младший сержант            | 17.01.1925 — 16.10.1944 | [ БС 6 ] [ ГС 16 ] [ НЛ 13 ]    |
| 527   | Грибко́в Николай Иванович                                                                                             | 24.03.1945            | пехота                              | командир роты 459-го стрелкового полка 42-й стрелковой дивизии 49-й армии 2-го Белорусского фронта | старший лейтенант          | 27.05.1908 — 25.01.1989 | [ БС 6 ] [ ГС 17 ] [ НЛ 14 ]    |
| 528   | Гри́бов Пётр Иванович                                                                                                 | 28.04.1945            | пехота                              | командир 6-й гвардейской мотострелковой бригады 5-го гвардейского танкового корпуса 6-й гвардейской танковой армии 3-го Украинского фронта                                                                                     | гвардии полковник          | 04.07.1902 — 22.03.1945 | [ БС 6 ] [ ГС 18 ] [ НЛ 15 ]    |
| 529   | Гри́болев Пётр Филиппович                                                                                             | 10.01.1944            | танкист                             | командир танкового взвода 67-гвардейского танкового полка 19-й гвардейской механизированной бригады 8-го гвардейского механизированного корпуса 1-й гвардейской танковой армии 1-го Украинского фронта                         | гвардии лейтенант          | 18.08.1920 — 01.03.1998 | [ БС 6 ] [ ГС 19 ] [ НЛ 16 ]    |
| 530   | Гривцо́в Александр Иванович                                                                                           | 01.07.1944            | Авточасти и шофёры всех родов войск | шофёр 504-го лёгкого артиллерийского полка 65-й легкой артиллерийской бригады 18-й артиллерийской дивизии 3-го артиллерийского корпуса прорыва РГК в составе 2-й ударной армии Ленинградского фронта                           | красноармеец               | 15.04.1914 — 18.02.1944 | [ БС 6 ] [ ГС 20 ] [ НЛ 17 ]    |
| 531   | Григоре́вский Николай Константинович укр. Григоревський Микола Костянтинович                                          | 24.03.1945            | пехота                              | командир пулемётного расчёта 176-го гвардейского стрелкового полка 59-й гвардейской стрелковой дивизии 46-й армии 2-го Украинского фронта                                                                                      | гвардии сержант            | 25.01.1925 — 08.12.1944 | [ БС 6 ] [ ГС 21 ] [ НЛ 18 ]    |
| 532   | Григоре́нко Михаил Георгиевич укр. Григоренко Михайло Георгійович                                                     | 05.05.1945            | инженер                             | начальник инженерных войск 11-й гвардейской армии 3-го Белорусского фронта | гвардии полковник          | 03.10.1906 — 22.03.1990 | [ БС 7 ] [ ГС 22 ] [ НЛ 19 ]    |
| 533   | Григо́ров Иван Алексеевич                                                                                             | 10.04.1945            | артиллерия                          | командир орудия 158-го гвардейского артиллерийского полка 78-й гвардейской стрелковой дивизии 5-й гвардейской армии 1-го Украинского фронта                                                                                    | гвардии старший сержант    | 25.09.1914 — 14.02.1982 | [ БС 8 ] [ ГС 23 ] [ НЛ 20 ]    |
| 534   | Григоро́вич Леонид Андреевич укр. Григорович Леонід Андрійович                                                        | 15.01.1944            | комиссар                            | заместитель по политической части командира батальона 188-го стрелкового полка 106-й стрелковой дивизии 65-й армии Центрального фронта                                                                                         | старший лейтенант          | 22.03.1916 — 30.11.1979 | [ БС 8 ] [ ГС 24 ] [ НЛ 21 ]    |
| 535   | Григоро́вич Михаил Фролович бел. Грыгаровіч Міхаіл Фролавіч                                                           | 28.04.1945            | генерал                             | командир 23-го стрелкового корпуса 60-й армии 1-го Украинского фронта | генерал-майор              | 19.11.1897 — 24.11.1946 | [ БС 8 ] [ ГС 25 ] [ НЛ 22 ]    |
| 536   | Григо́рьев Александр Григорьевич                                                                                      | 02.04.1944            | партизан                            | активный участник партизанской борьбы в Ленинградской области, комиссар 3-го партизанского полка 3-й Ленинградской партизанской бригады                                                                                        | —                          | 12.03.1904 — 19.10.1943 | [ БС 8 ] [ ГС 26 ] [ НЛ 23 ]    |
| 537   | Григо́рьев Александр Иванович                                                                                         | 22.07.1944            | пехота                              | командир взвода 158-го гвардейского стрелкового полка 51-й гвардейской стрелковой дивизии 6-й гвардейской армии 1-го Прибалтийского фронта                                                                                     | гвардии младший лейтенант  | 09.08.1923 — 21.05.2013 | [ БС 8 ] [ ГС 27 ] [ НЛ 24 ]    |
| 538   | Григо́рьев Алексей Григорьевич                                                                                        | 31.05.1945            | танкист                             | командир танковой роты 20-й танковой бригады 11-го танкового корпуса 5-й ударной армии 1-го Белорусского фронта | капитан                    | 01.03.1917 — 28.11.1998 | [ БС 9 ] [ ГС 28 ] [ НЛ 25 ]    |
| 539   | Григо́рьев Виктор Антонович                                                                                           | 12.04.1942            | танкист                             | механик-водитель танка 32-й танковой бригады 50-й армии Западного фронта | младший сержант            | 18.08.1921 — 23.08.1985 | [ БС 10 ] [ ГС 29 ] [ НЛ 26 ]   |
| 540   | Григо́рьев Георгий Степанович                                                                                         | 03.06.1944            | пехота                              | разведчик 94-й гвардейской отдельной разведывательной роты 91-й гвардейской стрелковой дивизии 39-й армии Западного фронта | гвардии сержант            | 1924 — 20.01.1944       | [ БС 10 ] [ ГС 30 ] [ НЛ 27 ]   |
| 541   | Григо́рьев Герасим Афанасьевич                                                                                        | 14.02.1943            | авиация                             | заместитель командира эскадрильи 178-го истребительного авиационного полка 6-го истребительного авиационного корпуса Московского фронта ПВО                                                                                    | капитан                    | 16.03.1921 — 23.04.1966 | [ БС 10 ] [ ГС 31 ] [ НЛ 28 ]   |
| 542   | Григо́рьев Григорий Петрович                                                                                          | 02.04.1944            | партизан                            | активный участник партизанской борьбы в Ленинградской области, командир 36-го партизанского отряда 11-й Волховской партизанской бригады                                                                                        | —                          | 1914 — 15.01.1944       | [ БС 10 ] [ ГС 32 ] [ НЛ 29 ]   |
| 543   | Григо́рьев Дмитрий Петрович                                                                                           | 24.03.1945            | пехота                              | командир роты автоматчиков 250-го стрелкового полка 82-й стрелковой дивизии 3-й армии 1-го Белорусского фронта | капитан                    | 05.01.1920 — 03.01.1985 | [ БС 10 ] [ ГС 33 ] [ НЛ 30 ]   |
| 544   | Григо́рьев Иван Андреевич                                                                                             | 21.04.1943            | кавалерия                           | командир сабельного эскадрона 33-го гвардейского кавалерийского полка 8-й гвардейской кавалерийской дивизии 6-го гвардейского кавалерийского корпуса 3-й танковой армии Воронежского фронта                                    | гвардии старший лейтенант  | 24.09.1915 — 21.01.1943 | [ БС 10 ] [ ГС 34 ] [ НЛ 31 ]   |
| 545   | Григо́рьев Иван Иванович                                                                                              | 27.06.1945            | авиация                             | командир эскадрильи 93-го гвардейского штурмового авиационного полка 5-й гвардейской штурмовой авиационной дивизии 2-го гвардейского штурмового авиационного корпуса 2-й воздушной армии 1-го Украинского фронта               | гвардии старший лейтенант  | 29.09.1922 — 08.05.1945 | [ БС 11 ] [ ГС 35 ] [ НЛ 32 ]   |
| 546   | Григо́рьев Иван Яковлевич                                                                                             | 24.03.1945            | танкист                             | командир орудия танка 8-го гвардейского отдельного танкового полка прорыва 19-го танкового корпуса 51-й армии 1-го Прибалтийского фронта                                                                                       | гвардии старшина           | 1916 — 21.02.1945       | [ БС 12 ] [ ГС 36 ] [ НЛ 33 ]   |
| 547   | Григо́рьев Иван Яковлевич укр. Григор'єв Іван Якович                                                                  | 27.02.1945            | артиллерия                          | командир взвода 45-мм пушек 180-го гвардейского стрелкового полка 60-й гвардейской стрелковой дивизии 5-й ударной армии 1-го Белорусского фронта                                                                               | гвардии лейтенант          | 20.05.1924 — 07.09.1986 | [ БС 12 ] [ ГС 37 ] [ НЛ 34 ]   |
| 548   | Григо́рьев Илья Леонович                                                                                              | 15.06.1944            | пехота                              | командир взвода снайперов 252-го стрелкового полка 70-й стрелковой дивизии 33-й армии 2-го Белорусского фронта | гвардии старшина           | 15.07.1922 — 01.05.1994 | [ БС 12 ] [ ГС 38 ] [ НЛ 35 ]   |
| 549   | Григо́рьев Леонид Михайлович                                                                                          | 15.01.1944            | пехота                              | командир роты 37-го гвардейского стрелкового полка 12-й гвардейской стрелковой дивизии 61-й армии Центрального фронта | гвардии лейтенант          | 13.08.1913 — 06.10.1943 | [ БС 12 ] [ ГС 39 ] [ НЛ 36 ]   |
| 550   | Григо́рьев Михаил Яковлевич (Григоров Михаил Яковлевич)                                                               | 29.06.1945            | пехота                              | командир пулемётного отделения 302-го гвардейского стрелкового полка 98-й гвардейской стрелковой дивизии 9-й гвардейской армии 3-го Украинского фронта                                                                         | гвардии старший сержант    | 02.05.1912 — 18.03.1945 | [ БС 8 ] [ ГС 40 ] [ НЛ 37 ]    |
| 551   | Григо́рьев Николай Васильевич                                                                                         | 27.02.1945            | артиллерия                          | командир орудия 147-го гвардейского артиллерийско-миномётного полка 15-й гвардейской кавалерийской дивизии 7-го гвардейского кавалерийского корпуса 1-го Белорусского фронта                                                   | гвардии сержант            | 14.10.1918 — 13.01.1976 | [ БС 12 ] [ ГС 41 ] [ НЛ 38 ]   |
| 552   | Григо́рьев Николай Иванович                                                                                           | 26.10.1944            | артиллерия                          | заместитель командира 64-го гвардейского отдельного истребительно-противотанкового дивизиона 57-й гвардейской стрелковой дивизии 8-й гвардейской армии 1-го Белорусского фронта                                                | гвардии старший лейтенант  | 14.12.1922 — 04.08.1944 | [ БС 12 ] [ ГС 42 ] [ НЛ 39 ]   |
| 553   | Григо́рьев Николай Михайлович                                                                                         | 24.03.1945            | пехота                              | командир отделения разведки 1203-го стрелкового полка 354-й стрелковой дивизии 65-й армии 1-го Белорусского фронта | младший сержант            | 02.12.1925 — 25.08.2016 | [ БС 12 ] [ ГС 43 ] [ НЛ 40 ]   |
| 554   | Григо́рьев Павел Михайлович                                                                                           | 22.02.1944            | артиллерия                          | наводчик орудия 179-го истребительного противотанкового артиллерийского полка РГК в составе 3-й гвардейской армии Юго-Западного фронта                                                                                         | сержант                    | 29.06.1921 — 03.05.1978 | [ БС 13 ] [ ГС 44 ] [ НЛ 41 ]   |
| 555   | Григо́рьев Сергей Иванович укр. Григор'єв Сергій Іванович                                                             | 23.10.1943            | пехота                              | командир взвода пешей разведки 575-го стрелкового полка 161-й стрелковой дивизии 40-й армии Воронежского фронта | старшина                   | 26.12.1922 — 19.06.1998 | [ БС 14 ] [ ГС 45 ] [ НЛ 42 ]   |
| 556   | Григо́рьев Фома Никифорович                                                                                           | 10.04.1945            | артиллерия                          | командир батареи 235-го гвардейского истребительного противотанкового артиллерийского полка 10-й гвардейской истребительной противотанковой артиллерийской бригады РГК в составе войск 1-го Украинского фронта                 | гвардии старший лейтенант  | 20.03.1919 — 25.11.2008 | [ БС 14 ] [ ГС 46 ] [ НЛ 43 ]   |
| 557   | Григо́рьевский Иван Фёдорович                                                                                         | 06.04.1945            | генерал                             | командир 61-го стрелкового корпуса 69-й армии 1-го Белорусского фронта | генерал-лейтенант          | 26.12.1901 — 31.12.1982 | [ БС 14 ] [ ГС 47 ] [ НЛ 44 ]   |
| 558   | Григорья́н Сергей Вартанович арм. Գրիգորյան Սերգեյ Վարդանի                                                            | 20.12.1943            | медики                              | командир санитарного взвода 19-го гвардейского воздушно-десантного полка 10-й гвардейской воздушно-десантной дивизии 37-й армии Степного фронта                                                                                | гвардии лейтенант          | 14.04.1923 — 04.10.1943 | [ БС 14 ] [ ГС 48 ] [ НЛ 45 ]   |
| 559   | Грида́сов Григорий Макарович                                                                                          | 15.05.1946            | пехота                              | командир взвода пешей разведки 258-го стрелкового полка 140-й стрелковой дивизии 101-го стрелкового корпуса 38-й армии 4-го Украинского фронта                                                                                 | лейтенант                  | 19.06.1922 — 15.03.1995 | [ БС 14 ] [ ГС 49 ] [ НЛ 46 ]   |
| 560   | Грида́сов Дмитрий Тихонович                                                                                           | 24.03.1945            | пехота                              | пулемётчик 846-го стрелкового полка 267-й стрелковой дивизии 51-й армии 4-го Украинского фронта | красноармеец               | 23.02.1925 — 16.01.1945 | [ БС 14 ] [ ГС 50 ] [ НЛ 47 ]   |
| 561   | Гри́дин Вениамин Захарович                                                                                            | 03.06.1944            | пехота                              | командир мотострелкового батальона 4-й гвардейской механизированной бригады 2-го гвардейского механизированного корпуса 28-й армии 3-го Украинского фронта                                                                     | гвардии старший лейтенант  | 23.12.1918 — 23.10.1981 | [ БС 15 ] [ ГС 51 ] [ НЛ 48 ]   |
| 562   | Гри́дин Дмитрий Алексеевич                                                                                            | 15.01.1944            | артиллерия                          | командир батареи 154-го гвардейского артиллерийского полка 76-й гвардейской стрелковой дивизии 61-й армии Центрального фронта                                                                                                  | гвардии старший лейтенант  | 22.11.1911 — 24.07.1993 | [ БС 16 ] [ ГС 52 ] [ НЛ 49 ]   |
| 563   | Гриди́нский Александр Иванович                                                                                        | 06.05.1965            | авиация                             | заместитель командира эскадрильи 144-го гвардейского штурмового авиационного полка 9-й гвардейской штурмовой авиационной дивизии 1-го гвардейского штурмового авиационного корпуса 5-й воздушной армии 2-го Украинского фронта | гвардии лейтенант          | 14.09.1921 — 07.06.1944 | ——                              |
| 564   | Гризоду́бова Валентина Степановна укр. Гризодубова Валентина Степанівна                                               | 02.11.1938            | авиация                             | командир экипажа самолёта АНТ-37 «Родина» | —                          | 10.05.1909 — 28.04.1993 | ——                              |
| 565   | Гринёв Михаил Андреевич                                                                                              | 26.10.1944            | артиллерия                          | командир орудия 226-го артиллерийского полка 1-й стрелковой дивизии 70-й армии 1-го Белорусского фронта | старший сержант            | 08.09.1922 — 02.05.1983 | [ БС 16 ] [ ГС 55 ] [ НЛ 50 ]   |
| 566   | Гринёв Николай Васильевич                                                                                            | 17.11.1939            | авиация                             | командир эскадрильи 22-го истребительного авиационного полка истребительной авиационной бригады 1-й армейской группы | лейтенант                  | 01.10.1910 — 28.04.1963 | ——                              |
| 567   | Грине́нко Максим Емельянович укр. Гриненко Максим Омелянович                                                          | 26.10.1943            | связисты                            | телефонист 107-й гвардейской отдельной роты связи 78-й гвардейской стрелковой дивизии 7-й гвардейской армии Степного фронта | гвардии красноармеец       | 13.06.1921 — 21.05.2016 | [ БС 18 ] [ ГС 57 ] [ НЛ 51 ]   |
| 568   | Гринча́к Валерий Иванович укр. Гринчак Валерій Іванович                                                               | 18.02.1985            | танкист                             | командир разведывательной роты 682-го мотострелкового полка 108-й мотострелковой дивизии 40-й армии ограниченного контингента советских войск в Афганистане                                                                    | капитан                    | род. 21.06.1957         | ——                              |
| 569   | Гринько́ Иван Устинович                                                                                               | 26.10.1944            | авиация                             | заместитель командира эскадрильи 190-го штурмового авиационного полка 214-й штурмовой авиационной дивизии 15-й воздушной армии 2-го Прибалтийского фронта                                                                      | капитан                    | 06.10.1922 — 14.09.1989 | [ БС 18 ] [ ГС 59 ] [ НЛ 52 ]   |
| 570   | Грисю́к Антон Степанович укр. Грисюк Антон Степанович                                                                 | 21.03.1940            | пехота                              | командир роты 330-го стрелкового полка 86-й мотострелковой дивизии 7-й армии Северо-Западного фронта | лейтенант                  | 12.03.1914 — 29.04.1944 | [ БС 18 ] [ ГС 60 ] [ НЛ 53 ]   |
| 571   | Грицеве́ц Сергей Иванович бел. Грыцавец Сяргей Іванавіч                                                               | 22.02.1939 29.08.1939 | авиация                             | командир 5-й эскадрильи истребителей И-16 ВВС Испанской республики командир особой эскадрильи истребителей «И-153» 70-го истребительного авиационного полка 100-й смешанной авиационной бригады 1-й армейской группы           | майор                      | 06.07.1909 — 16.09.1939 | ——                              |
| 572   | Грице́нко Ефим Дмитриевич укр. Гриценко Юхим Дмитрович                                                                | 31.05.1945            | пехота                              | командир 117-го гвардейского мотострелкового полка 39-й гвардейской мотострелковой дивизии 8-го гвардейского стрелкового корпуса 8-й гвардейской армии 1-го Белорусского фронта                                                | гвардии подполковник       | 01.05.1908 — 25.04.1945 | [ БС 18 ] [ ГС 62 ] [ НЛ 54 ]   |
| 573   | Грице́нко Игнат Кузьмич укр. Гриценко Гнат Кузьмич                                                                    | 23.10.1943            | пехота                              | стрелок 569-го стрелкового полка 161-й стрелковой дивизии 40-й армии Воронежского фронта | красноармеец               | 26.07.1905 — 10.11.1943 | [ БС 18 ] [ ГС 63 ] [ НЛ 55 ]   |
| 574   | Грице́нко Михаил Илларионович укр. Гриценко Михайло Іларіонович                                                       | 24.03.1945            | артиллерия                          | командир 109-го истребительного противотанкового артиллерийского полка 7-го механизированного корпуса 2-го Украинского фронта                                                                                                  | подполковник               | 12.11.1906 — 21.11.1980 | [ БС 19 ] [ ГС 64 ] [ НЛ 56 ]   |
| 575   | Грице́нко Пётр Трофимович укр. Гриценко Петро Трохимович                                                              | 27.06.1945            | танкист                             | старший механик-водитель 87-го гвардейского отдельного тяжёлого танкового полка 3-й гвардейской армии 1-го Украинского фронта                                                                                                  | гвардии лейтенант          | 15.01.1908 — 27.04.1945 | [ БС 20 ] [ ГС 65 ] [ НЛ 57 ]   |
| 576   | Грицко́в Владимир Павлович                                                                                            | 10.01.1944            | артиллерия                          | командир батареи 627-го артиллерийского полка 180-й стрелковой дивизии 38-й армии Воронежского фронта | лейтенант                  | 05.07.1923 — 16.02.2015 | [ БС 20 ] [ ГС 66 ] [ НЛ 58 ]   |
| 577   | Грицо́в Иван Иванович                                                                                                 | 20.12.1943            | инженер                             | сапёр 109-го отдельного инженерно-сапёрного батальона 5-й инженерно-сапёрной бригады РГК в составе 57-й армии Степного фронта                                                                                                  | красноармеец               | 19.01.1903 — 26.01.1984 | [ БС 20 ] [ ГС 67 ] [ НЛ 59 ]   |
| 578   | Грицы́нин Константин Данилович укр. Грицинін Костянтин Данилович                                                      | 15.01.1944            | связисты                            | телефонист взвода связи 60-го гвардейского кавалерийского полка 16-й гвардейской кавалерийской дивизии 7-го гвардейского кавалерийского корпуса 61-й армии Центрального фронта                                                 | гвардии ефрейтор           | 13.10.1905 — 12.10.1943 | [ БС 20 ] [ ГС 68 ] [ НЛ 60 ]   |
| 579   | Гриша́ев Виктор Иванович                                                                                              | 24.03.1945            | пехота                              | командир 609-го стрелкового полка 139-й стрелковой дивизии 50-й армии 2-го Белорусского фронта | полковник                  | 30.09.1909 — 28.04.1980 | [ БС 20 ] [ ГС 69 ] [ НЛ 61 ]   |
| 580   | Гриша́ев Иван Ильич                                                                                                   | 18.08.1945            | авиация                             | заместитель командира и штурман эскадрильи 569-го штурмового авиационного полка 199-й штурмовой авиационной дивизии 4-го штурмового авиационного корпуса 4-й воздушной армии 2-го Белорусского фронта                          | лейтенант                  | 04.01.1922 — 01.11.2009 | [ БС 20 ] [ ГС 70 ] [ НЛ 62 ]   |
| 581   | Гри́шин Александр Сергеевич                                                                                           | 22.07.1944            | пехота                              | командир отделения автоматчиков 196-го гвардейского стрелкового полка 67-й гвардейской стрелковой дивизии 6-й гвардейской армии 1-го Прибалтийского фронта                                                                     | гвардии старший сержант    | 28.07.1920 — 04.06.1970 | [ БС 21 ] [ ГС 71 ] [ НЛ 63 ]   |
| 582   | Гри́шин Алексей Никонович                                                                                             | 27.06.1945            | авиация                             | командир эскадрильи 153-го гвардейского истребительного авиационного полка 12-й гвардейской истребительной авиационной дивизии 1-го гвардейского штурмового авиационного корпуса 2-й воздушной армии 1-го Украинского фронта   | гвардии капитан            | 28.03.1918 — 22.08.1974 | [ БС 22 ] [ ГС 72 ] [ НЛ 64 ]   |
| 583   | Гри́шин Иван Александрович                                                                                            | 31.05.1945            | пехота                              | командир пулемётной роты 112-го гвардейского стрелкового полка 39-й гвардейской стрелковой дивизии 8-й гвардейской армии 1-го Белорусского фронта                                                                              | гвардии капитан            | 21.07.1918 — 13.12.2006 | [ БС 22 ] [ ГС 73 ] [ НЛ 65 ]   |
| 584   | Гри́шин Иван Григорьевич                                                                                              | 22.02.1944            | пехота                              | командир батальона 509-го стрелкового полка 236-й стрелковой дивизии 46-й армии Степного фронта | капитан                    | 14.07.1921 — 20.10.1943 | [ БС 22 ] [ ГС 74 ] [ НЛ 66 ]   |
| 585   | Гри́шин Иван Тихонович                                                                                                | 10.04.1945            | генерал                             | командующий 49-й армии 2-го Белорусского фронта | генерал-лейтенант          | 15.12.1901 — 20.06.1951 | [ БС 22 ] [ ГС 75 ] [ НЛ 67 ]   |
| 586   | Гри́шин Иван Трифонович укр. Гришин Іван Трифонович                                                                   | 24.03.1945            | пехота                              | заместитель командира батальона 78-го стрелкового полка 74-й стрелковой дивизии 57-й армии 3-го Украинского фронта | капитан                    | 03.08.1919 — 12.11.1944 | [ БС 22 ] [ ГС 76 ] [ НЛ 68 ]   |
| 587   | Гри́шин Сергей Владимирович                                                                                           | 07.03.1943            | партизан                            | активный участник партизанской борьбы в Смоленской области и Белоруссии, командир партизанского полка «Тринадцати» | —                          | 18.03.1917 — 25.06.1994 | [ БС 22 ] [ ГС 77 ] [ НЛ 69 ]   |
| 588   | Гришко́ Валентин Сергеевич укр. Гришко Валентин Сергійович                                                            | 24.03.1945            | пехота                              | старшина роты 922-го стрелкового полка 250-й стрелковой дивизии 3-й армии 2-го Белорусского фронта | старшина                   | 22.03.1922 — 26.10.1945 | [ БС 23 ] [ ГС 78 ] [ НЛ 70 ]   |
| 589   | Гришко́ Кирилл Емельянович укр. Гришко Кирило Омелянович                                                              | 27.06.1945            | авиация                             | командир эскадрильи 143-го гвардейского штурмового авиационного полка 8-й гвардейской штурмовой авиационной дивизии 1-го гвардейского штурмового авиационного корпуса 2-й воздушной армии 1-го Украинского фронта              | гвардии майор              | 1909 — 17.06.1945       | [ БС 24 ] [ ГС 79 ] [ НЛ 71 ]   |
| 590   | Гришко́ Павел Саввович укр. Гришко Павло Савич                                                                        | 28.04.1945            | пехота                              | командир взвода 81-го гвардейского стрелкового полка 25-й гвардейской стрелковой дивизии 7-й гвардейской армии 2-го Украинского фронта                                                                                         | гвардии лейтенант          | 22.12.1916 — 14.12.1944 | [ БС 24 ] [ ГС 80 ] [ НЛ 72 ]   |
| 591   | Гришонко́в Михаил Сергеевич                                                                                           | 29.06.1945            | инженер                             | командир сапёрного взвода 42-го отдельного сапёрного батальона 136-й стрелковой дивизии 70-й армии 2-го Белорусского фронта | старший лейтенант          | 03.11.1914 — 12.11.1983 | [ БС 24 ] [ ГС 81 ] [ НЛ 73 ]   |
| 592   | Гришуно́в Егор Матвеевич                                                                                              | 01.11.1943            | артиллерия                          | командир 865-го артиллерийского полка 302-й стрелковой дивизии 2-й гвардейской армии 4-го Украинского фронта | майор                      | 23.04.1917 — 21.10.1943 | [ БС 24 ] [ ГС 82 ] [ НЛ 74 ]   |
| 593   | Гри́щенко Михаил Павлович укр. Грищенко Михайло Павлович                                                              | 24.03.1945            | медики                              | санинструктор батальона 987-го стрелкового полка 226-й стрелковой дивизии 1-й гвардейской армии 4-го Украинского фронта | старший сержант            | 24.11.1901 — 04.06.1979 | [ БС 24 ] [ ГС 83 ] [ НЛ 75 ]   |
| 594   | Гри́щенко Николай Данилович                                                                                           | 16.10.1943            | артиллерия                          | командир миномётного расчёта 360-го стрелкового полка 74-й стрелковой дивизии 13-й армии Центрального фронта | старший сержант            | 12.12.1920 — 25.09.1943 | [ БС 25 ] [ ГС 84 ] [ НЛ 76 ]   |
| 595   | Гри́щенко Павел Яковлевич                                                                                             | 10.04.1945            | артиллерия                          | командир орудийного расчёта 493-го истребительно-противотанкового артиллерийского полка РГК в составе 13-й армии 1-го Украинского фронта                                                                                       | старший сержант            | 09.06.1921 — 03.03.1997 | [ БС 26 ] [ ГС 85 ] [ НЛ 77 ]   |
| 596   | Гри́щенко Пётр Лукьянович бел. Грышчанка Пётр Лук'янавіч                                                              | 01.07.1944            | авиация                             | командир звена 32-го истребительного авиационного полка 256-й истребительной авиационной дивизии 5-го истребительного авиационного корпуса 2-й воздушной армии 1-го Украинского фронта                                         | лейтенант                  | 01.08.1921 — 21.12.1973 | [ БС 26 ] [ ГС 86 ] [ НЛ 78 ]   |
| 597   | Гро́бов Анатолий Александрович                                                                                        | 29.10.1943            | инженер                             | командир сапёрной роты 46-го гвардейского отдельного сапёрного батальона 42-й гвардейской стрелковой дивизии 40-й армии Воронежского фронта                                                                                    | гвардии старший лейтенант  | 06.05.1916 — 24.12.1943 | [ БС 26 ] [ ГС 87 ] [ НЛ 79 ]   |
| 598   | Громако́в Василий Фёдорович                                                                                           | 24.03.1945            | пехота                              | командир пулемётного взвода 1372-го стрелкового полка 417-й стрелковой дивизии 51-й армии 4-го Украинского фронта | младший лейтенант          | 23.01.1924 — 07.01.1988 | [ БС 26 ] [ ГС 88 ] [ НЛ 80 ]   |
| 599   | Громако́вский Владимир Александрович                                                                                  | 15.05.1946            | авиация                             | командир звена 176-го гвардейского истребительного авиационного полка 16-й воздушной армии 1-го Белорусского фронта | гвардии старший лейтенант  | 15.03.1922 — 13.10.1995 | [ БС 26 ] [ ГС 89 ] [ НЛ 81 ]   |
| 600   | Громни́цкий Григорий Михайлович укр. Громницький Григорій Михайлович                                                  | 18.12.1956            | артиллерия                          | командир миномётной батареи 5-го гвардейского механизированного полка 2-й гвардейской механизированной дивизии Особого корпуса советских войск в Венгерской Народной Республике                                                | гвардии старший лейтенант  | 17.11.1929 — 24.10.1956 | ——                              |
| 601   | Гро́мов Александр Ильич                                                                                               | 01.07.1944            | артиллерия                          | командир орудия 1956-го истребительно-противотанкового артиллерийского полка 40-й истребительно-противотанковой артиллерийской бригады РГК в составе 3-й армии Белорусского фронта                                             | старший сержант            | 02.08.1919 — 14.04.1968 | [ БС 26 ] [ ГС 91 ] [ НЛ 82 ]   |
| 602   | Гро́мов Алексей Николаевич                                                                                            | 15.01.1944            | пехота                              | командир взвода 1185-го стрелкового полка 356-й стрелковой дивизии 61-й армии Центрального фронта | младший лейтенант          | 15.08.1911 — 28.06.1987 | [ БС 27 ] [ ГС 92 ] [ НЛ 83 ]   |
| 603   | Гро́мов Борис Всеволодович                                                                                            | 03.03.1988            | генерал                             | командующий 40-й армией ограниченного контингента советских войск в Афганистане | генерал-лейтенант          | род. 07.11.1943         | ——                              |
| 604   | Гро́мов Георгий Васильевич                                                                                            | 15.05.1946            | авиация                             | командир 515-го истребительного авиационного полка 193-й истребительной авиационной дивизии 13-го истребительного авиационного корпуса 16-й воздушной армии 1-го Белорусского фронта                                           | подполковник               | 01.04.1917 — 26.09.1975 | [ БС 29 ] [ ГС 94 ] [ НЛ 84 ]   |
| 605   | Гро́мов Иван Иванович (Гарварт Иван Иванович)                                                                         | 24.03.1945            | десантники                          | командир 3-го гвардейского воздушно-десантного полка 1-й гвардейской воздушно-десантной дивизии 53-й армии 2-го Украинского фронта                                                                                             | гвардии майор              | 21.07.1917 — 14.04.2003 | [ БС 29 ] [ ГС 95 ] [ НЛ 85 ]   |
| 606   | Гро́мов Иван Петрович                                                                                                 | 08.09.1945            | пехота                              | командир батальона 586-го стрелкового полка 396-й стрелковой дивизии 2-й армии 2-го Дальневосточного фронта | капитан                    | 21.11.1913 — 09.04.1993 | [ БС 29 ] [ ГС 96 ] [ НЛ 86 ]   |
| 607   | Гро́мов Константин Григорьевич                                                                                        | 15.05.1946            | комиссар                            | комсорг 1008-го стрелкового полка 266-й стрелковой дивизии 5-й ударной армии 1-го Белорусского фронта | младший лейтенант          | 1924 — 30.09.1957       | [ БС 29 ] [ ГС 97 ] [ НЛ 87 ]   |
| 608   | Гро́мов Михаил Михайлович                                                                                             | 28.09.1934            | авиация                             | лётчик-испытатель Центрального аэрогидродинамического института | —                          | 24.02.1899 — 22.01.1985 | ——                              |
| 609   | Гро́мов Пантелей Гаврилович                                                                                           | 31.05.1945            | пехота                              | разведчик 212-го гвардейского стрелкового полка 75-й гвардейской стрелковой дивизии 61-й армии 1-го Белорусского фронта | гвардии красноармеец       | 23.11.1910 — 25.04.1945 | [ БС 29 ] [ ГС 99 ] [ НЛ 88 ]   |
| 610   | Гро́мова Ульяна Матвеевна                                                                                             | 13.09.1943            | партизан                            | член штаба подпольной комсомольской организации «Молодая гвардия» | —                          | 03.01.1924 — 16.01.1943 | [ БС 30 ] [ ГС 100 ] [ НЛ 89 ]  |
| 611   | Громыха́лин Николай Родионович                                                                                        | 29.06.1945            | инженер                             | командир отделения 238-го отдельного инженерно-сапёрного батальона 48-й инженерно-сапёрной бригады РГК в составе 70-й армии 2-го Белорусского фронта                                                                           | старший сержант            | 22.05.1918 — 20.04.1945 | [ БС 31 ] [ ГС 101 ] [ НЛ 90 ]  |
| 612   | Гро́сул Иван Тимофеевич укр. Гросул Іван Тимофійович                                                                  | 18.09.1943            | авиация                             | заместитель командира эскадрильи 10-го гвардейского авиационного полка 3-й гвардейской авиационной дивизии 3-го гвардейского авиационного корпуса Авиации дальнего действия                                                    | гвардии капитан            | 10.03.1920 — 07.04.1972 | [ БС 31 ] [ ГС 102 ] [ НЛ 91 ]  |
| 613   | Гро́шев Анатолий Иванович                                                                                             | 29.06.1945            | авиация                             | командир звена 995-го штурмового авиационного полка 306-й штурмовой авиационной дивизии 10-го штурмового авиационного корпуса 17-й воздушной армии 3-го Украинского фронта                                                     | лейтенант                  | 07.11.1922 — 10.05.1988 | [ БС 31 ] [ ГС 103 ] [ НЛ 92 ]  |
| 614   | Гро́шев Дмитрий Николаевич                                                                                            | 17.10.1943            | пехота                              | наводчик противотанкового ружья отдельной роты противотанковых ружей 24-й гвардейской механизированной бригады 7-го гвардейского механизированного корпуса 60-й армии Центрального фронта                                      | гвардии младший сержант    | 22.07.1918 — 03.10.1943 | [ БС 31 ] [ ГС 104 ] [ НЛ 93 ]  |
| 615   | Гро́шев Леонид Петрович                                                                                               | 15.05.1946            | авиация                             | заместитель штурмана 20-го гвардейского бомбардировочного авиационного полка 13-й гвардейской бомбардировочной авиационной дивизии 2-го гвардейского бомбардировочного авиационного корпуса 18-й воздушной армии               | гвардии капитан            | 06.08.1914 — 29.03.1986 | [ БС 31 ] [ ГС 105 ] [ НЛ 94 ]  |
| 616   | Гро́шев Николай Петрович                                                                                              | 18.08.1945            | авиация                             | командир эскадрильи 214-го штурмового авиационного полка 260-й штурмовой авиационной дивизии 4-й воздушной армии 2-го Белорусского фронта                                                                                      | старший лейтенант          | 04.04.1921 — 08.03.1999 | [ БС 31 ] [ ГС 106 ] [ НЛ 95 ]  |
| 617   | Грошенко́в Пётр Павлович                                                                                              | 01.11.1943            | пехота                              | разведчик 496-й отдельной разведывательной роты 236-й стрелковой дивизии 46-й армии Степного фронта | красноармеец               | 29.05.1920 — 19.11.2006 | [ БС 31 ] [ ГС 107 ] [ НЛ 96 ]  |
| 618   | Груди́нин Василий Семёнович                                                                                           | 18.05.1943            | пехота                              | командир отделения 78-го гвардейского стрелкового полка 25-й гвардейской стрелковой дивизии 6-й армии Юго-Западного фронта | гвардии сержант            | 1913 — 05.03.1943       | [ БС 32 ] [ ГС 108 ] [ НЛ 97 ]  |
| 619   | Гру́здев Василий Григорьевич                                                                                          | 15.01.1940            | танкист                             | командир танкового взвода 91-го танкового батальона 20-й тяжёлой танковой бригады 7-й армии Северо-Западного фронта | лейтенант                  | 1913 — 13.12.1939       | ——                              |
| 620   | Гру́здев Иона Карпович                                                                                                | 15.01.1944            | пехота                              | пулемётчик 218-го гвардейского стрелкового полка 77-й гвардейской стрелковой дивизии 61-й армии Центрального фронта | гвардии младший сержант    | 28.03.1923 — 27.09.1943 | [ БС 33 ] [ ГС 110 ] [ НЛ 98 ]  |
| 621   | Гру́здин Александр Иванович латыш. Gruzdiņš Aleksandrs                                                                | 26.11.1941            | авиация                             | пилот 1-й авиационной транспортной дивизии Гражданского воздушного флота | старший лейтенант          | 18.05.1903 — 29.05.1943 | [ БС 33 ] [ ГС 111 ] [ НЛ 99 ]  |
| 622   | Грузе́вич Бронислав Иванович                                                                                          | 21.02.1985            | авиация                             | лётчик-испытатель Государственного научно-испытательного института Военно-воздушных сил СССР | полковник                  | 07.03.1934 — 15.03.2009 | ——                              |
| 623   | Гру́стнев Пётр Иванович                                                                                               | 31.05.1945            | танкист                             | командир роты танков ИС-2 66-го гвардейского отдельного тяжёлого танкового полка прорыва 1-го Белорусского фронта | гвардии старший лейтенант  | 04.08.1921 — 18.03.1945 | [ БС 33 ] [ ГС 113 ] [ НЛ 100 ] |
| 624   | Гру́хин Николай Фёдорович                                                                                             | 17.11.1939            | пехота                              | командир 127-го стрелкового полка 57-й стрелковой дивизии 1-й армейской группы | майор                      | 11.03.1902 — 28.08.1939 | ——                              |
| 625   | Грушко́ Василий Семёнович укр. Грушко Василь Семенович                                                                | 17.10.1943            | пехота                              | стрелок-разведчик 212-го гвардейского стрелкового полка 75-й гвардейской стрелковой дивизии 60-й армии Центрального фронта | гвардии красноармеец       | 15.09.1923 — 03.02.1979 | [ БС 33 ] [ ГС 115 ] [ НЛ 101 ] |
| 626   | Грязно́в Александр Матвеевич                                                                                          | 22.07.1941            | пехота                              | командир отделения 163-го отдельного разведывательного батальона 104-й стрелковой дивизии 14-й армии Северного фронта | младший сержант            | 1918 — 06.07.1941       | [ БС 33 ] [ ГС 116 ] [ НЛ 102 ] |
| 627   | Грязно́в Андрей Васильевич                                                                                            | 20.12.1943            | пехота                              | заместитель командира 11-й гвардейской отдельной разведывательной роты 14-й гвардейской стрелковой дивизии 57-й армии Степного фронта                                                                                          | гвардии старший лейтенант  | 1918 — 19.03.1944       | [ БС 33 ] [ ГС 117 ] [ НЛ 103 ] |
| 628   | Грязно́в Викентий Григорьевич                                                                                         | 06.06.1973            | авиация                             | бортмеханик самолёта Ту-104 205-го авиационного отряда Ленинградского объединённого авиационного отряда Северо-Западного управления Гражданской авиации                                                                        | —                          | 13.08.1928 — 23.04.1973 | ——                              |
| 629   | Грязно́в Владимир Михайлович                                                                                          | 10.04.1945            | пехота                              | командир взвода автоматчиков 39-го гвардейского стрелкового полка 13-й гвардейской стрелковой дивизии 5-й гвардейской армии 1-го Украинского фронта                                                                            | гвардии лейтенант          | 14.11.1924 — 19.02.1998 | [ БС 34 ] [ ГС 119 ] [ НЛ 104 ] |
| 630   | Грязно́в Кирилл Васильевич                                                                                            | 24.03.1945            | авиация                             | заместитель командира эскадрильи 206-го отдельного корректировочного разведывательного авиационного полка 3-й воздушной армии 1-го Прибалтийского фронта                                                                       | старший лейтенант          | 25.06.1921 — 23.09.2000 | [ БС 34 ] [ ГС 120 ] [ НЛ 105 ] |
| 631   | Губа́ Василий Александрович                                                                                           | 16.05.1944            | пехота                              | пулемётчик 871-го стрелкового полка 276-й стрелковой дивизии 9-й армии Северо-Кавказского фронта | красноармеец               | 16.08.1915 — 17.09.1990 | [ БС 34 ] [ ГС 121 ] [ НЛ 106 ] |
| 632   | Губа́ Даниил Хрисанфович укр. Губа Данило Хрисанфович                                                                 | 31.05.1945            | артиллерия                          | командир орудия 256-го гвардейского зенитного артиллерийского полка 4-й гвардейской зенитной артиллерийской дивизии РГК в составе 1-й гвардейской танковой армии 1-го Белорусского фронта                                      | гвардии сержант            | 11.12.1910 — 24.04.1996 | [ БС 34 ] [ ГС 122 ] [ НЛ 107 ] |
| 633   | Губайду́ллин Миннигали Хабибуллович тат. Гобәйдуллин Миңнегали Хәбибулла улы баш. Ғөбәйҙуллин Миңнеғәле Хәбибулла улы | 03.06.1944            | пехота                              | командир пулемётного взвода 309-го гвардейского стрелкового полка 109-й гвардейской стрелковой дивизии 28-й армии 3-го Украинского фронта                                                                                      | гвардии лейтенант          | 08.03.1921 — 08.03.1944 | [ БС 34 ] [ ГС 123 ] [ НЛ 108 ] |
| 634   | Губа́нов Алексей Алексеевич                                                                                           | 24.08.1943            | авиация                             | командир эскадрильи 13-го истребительного авиационного полка 201-й истребительной авиационной дивизии 2-го смешанного авиационного корпуса 4-й воздушной армии Северо-Кавказского фронта                                       | капитан                    | 12.03.1918 — 26.07.1982 | [ БС 34 ] [ ГС 124 ] [ НЛ 109 ] |
| 635   | Губа́нов Георгий Петрович                                                                                             | 21.04.1940            | авиация                             | командир 13-й отдельной истребительной авиационной эскадрильи 61-й истребительной авиационной бригады ВВС Балтийского флота | майор                      | 31.05.1908 — 11.08.1973 | ——                              |
| 636   | Губа́нов Иван Петрович                                                                                                | 16.05.1944            | пехота                              | стрелок 694-го стрелкового полка 383-й стрелковой дивизии 56-й армии Северо-Кавказского фронта | красноармеец               | 20.08.1905 — 29.12.1978 | [ БС 36 ] [ ГС 126 ] [ НЛ 110 ] |
| 637   | Губа́нов Максим Герасимович                                                                                           | 06.03.1945            | авиация                             | штурман звена 12-го гвардейского пикировочно-бомбардировочного авиационного полка 8-й гвардейской минно-торпедной авиационной дивизии ВВС Балтийского флота                                                                    | гвардии старший лейтенант  | 18.01.1920 — 03.07.2006 | [ БС 36 ] [ ГС 127 ] [ НЛ 111 ] |
| 638   | Губа́нов Николай Герасимович                                                                                          | 21.02.1945            | артиллерия                          | командир орудия батареи 45-мм пушек 961-го стрелкового полка 274-й стрелковой дивизии 69-й армии 1-го Белорусского фронта | красноармеец               | 1901 — 31.07.1944       | [ БС 36 ] [ ГС 128 ] [ НЛ 112 ] |

| Навигационная таблица | Навигационная таблица                |
| --------------------- | ------------------------------------ |
| «Г»                   | Габайдулин Геннадий — Гаркуша Кузьма |
| «Г»                   | Гаркуша Николай — Гнидаш Кузьма      |
| «Г»                   | Гнидо Пётр — Горбач Михаил           |
| «Г»                   | Горбач Феодосий — Грецкий Пётр       |
| «Г»                   | Гречаный Парфентий — Губанов Николай |
| «Г»                   | Губарев Алексей — Гущин Фёдор        |